# Puymoyen
Puymoyen – miejscowość i gmina we Francji, w regionie Nowa Akwitania, w departamencie Charente.
Według danych na rok 1990 gminę zamieszkiwało 2 258 osób, a gęstość zaludnienia wynosiła 311 osób/km² (wśród 1467 gmin regionu Poitou-Charentes, Puymoyen plasuje się na 124. miejscu pod względem liczby ludności, natomiast pod względem powierzchni na miejscu 979.).